# Dipartimento di economia dell'Università di Messina
Il dipartimento di Economia dell'Università degli studi di Messina è uno degli 11 dipartimenti della suddetta università. Fu costituito nel 2012 come prosecuzione della precedente facoltà di Economia e Commercio nata nel 1948. Da diversi anni il Dipartimento ha avviato attività scientifiche e formative con una forte proiezione di carattere internazionale grazie alle collaborazioni  con altre istituzioni accademiche e di ricerca sia italiane che straniere. Il Dipartimento di Economia è inoltre Test Center AICA per l’ICDL.

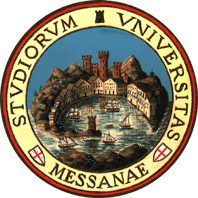

## Offerta formativa
Il dipartimento di Economia di UniMe all'anno accademico 2024-2025 offre una vasta scelta di corsi sia in lingua italiana che in lingua inglese, con eventuale possibilità di conseguimento di double degree:

### Corsi Triennali
- Economia Aziendale (L-18).
- Management d'Impresa (L-18).
- Business Management (L-18) in lingua inglese.
- Economia, Banca e Finanza (L-33).
- Scienze del Turismo, della Cultura e dell'Impresa (L-15), corso di laurea interdipartimentale tra il dipartimento di Economia e il dipartimento COSPECS (Scienze Cognitive, Psicologiche, Pedagogiche e degli studi culturali).

### Corsi Magistrali
- Consulenza e Gestione d'Impresa (LM-77).
- International Management (LM-77) in lingua inglese con possibilità di double degree con l'AGH University of Science and Technology di Cracovia.
- Digital Transformation and Innovation Management (LM-77 R).
- Metodi Quantitativi per l'Economia e la Finanza (LM-56 R).

Il logo dell'AGH University of Science and Technology di Cracovia, con la quale il dipartimento di Economia dell'Università degli studi di Messina offre possibilità di conseguire double degree.

### Master di primo livello
- Economia bancaria e finanziaria.
- Food, Quality and International Management.

### Dottorati
- Economics, Management and Statistics.

## Progetti di Ricerca
Fra le ricerche attuali che hanno goduto di finanziamenti esterni figurano:
- Progetto di ricerca “R.A.M. Project, Rethinking Anchor Model, Assessing Local Sustainability through Firm Strategues and Networks” commissionato da Raffineria di Milazzo.
- Progetto di ricerca “S.ESP.IUS Sistema esperto di supporto alle decisioni per la giustizia”, PO FESR Sicilia 2007/2013 Linea d’intervento 4.1.1.1.
- Progetto di ricerca “STIGAFF Sistema transazionale intercanale gestione avanzata flussi finanziari”, PO FESR Sicilia 2007/2013 Linea d’intervento 4.1.1.1.

Nell’ambito del programma Research & Mobility, che si prefigge di finanziare progetti che per complessità e natura richiedono la collaborazione tra l'Università degli Studi di Messina ed almeno una Università partner straniera, sono stati realizzati da docenti del Dipartimento di Economia i seguenti due progetti:
- "Higher moments of asset returns: realized measures, the cross-section of equity returns and mutual fund returns, volatility clustering and correlation determinants".
- "A novel approach to Urban Metabolism: integration of economic, environmental and social issues for the design of sustainable urban systems"[3]

Il Dipartimento inoltre, mette a servizio del territorio le proprie competenze, utili per le organizzazioni e le istituzioni locali, ai fini di una più appropriata conoscenza del territorio e del suo tessuto produttivo, con l'obiettivo di progettare percorsi di sviluppo locale e di crescita dell’economia a Messina e in Sicilia.
Presso il Dipartimento di Economia hanno sede:
- il Centro di Ricerca di Economia e Management Sanitario (CREMS), che ha come fine la promozione di programmi di alta formazione e di ricerca nel settore dell'economia e del management sanitario;
- il Pan.Lab., piattaforma scientifica dedicata al controllo della filiera produttiva agroalimentare;
- il Marketing Lab, centro di ricerca e di consulenza nella gestione d'impresa;
- il Sustainability Lab, laboratorio di studi e ricerche per la sostenibilità di impresa ed il Life Cycle Management;
- Lean & Quality Solutions LAB, laboratorio di studi e ricerche sul Lean & Grean Manufacturing e Total Quality Management, orientato ad applicazioni tecnico-gestionali di economia circolare e zero waste.